# Knållstjärnet
Knållstjärnet är en sjö i Arvika kommun i Värmland och ingår i Göta älvs huvudavrinningsområde. Sjön har en area på 0,0371 kvadratkilometer och ligger 157 meter över havet.

## Delavrinningsområde
Knållstjärnet ingår i det delavrinningsområde (660673-131437) som SMHI kallar för Mynnar i 660778-131508. Medelhöjden är 169 meter över havet och ytan är 1,68 kvadratkilometer. Det finns inga avrinningsområden uppströms utan avrinningsområdet är högsta punkten. Vattendraget som avvattnar avrinningsområdet har biflödesordning 4, vilket innebär att vattnet flödar genom totalt 4 vattendrag innan det når havet efter 262 kilometer. Avrinningsområdet består mestadels av skog (66 procent) och jordbruk (16 procent). Avrinningsområdet har 0,17 kvadratkilometer vattenytor vilket ger det en sjöprocent på 1,8 procent. Bebyggelsen i området täcker en yta av 0,29 kvadratkilometer eller 3 procent av avrinningsområdet.